# Konstantin d'Aspre und Hoobreuck
Konstantin Freiherr d´Aspre und Hoobreuck, avstrijski general, * 18. december 1789, † 24. maj 1850.

## Pregled vojaške kariere
Napredovanja
- generalmajor: 6. junij 1832 (retroaktivno z dnem 2. marcem 1832)
- podmaršal: 6. april 1840
- Feldzeugmeister: 13. marec 1849